# وينستون ستانلي
وينستون ستانلي هو لاعب اتحاد الرغبي كندي، ولد في 17 يوليو 1974 في فيكتوريا في كندا.

## وصلات خارجية
- وينستون ستانلي على موقع دوري الرغبي الممتاز (الإنجليزية)
- وينستون ستانلي على موقع سلسلة سباعيات الرغبي العالمية - رجال (الإنجليزية)
- وينستون ستانلي عل موقع إسبنسكروم (الإنجليزية)
- وينستون ستانلي على موقع ItsRugby.co.uk (الإنجليزية)